# Temporada de ciclones na região da Austrália de 2010-2011
A temporada de ciclones da região australiana de 2010-11 foi quase uma temporada de ciclones tropicais, com onze ciclones tropicais se formando em comparação com uma média de 12. A temporada também foi a mais cara registrada na região da bacia australiana, com um total de $ 3,62 mil milhões (2011 USD) em danos, principalmente do destrutivo Ciclone Yasi. A temporada começou em 1 de novembro de 2010 e terminou em 30 de abril de 2011, embora o primeiro ciclone tropical tenha se formado em 28 de outubro. A região australiana é definida como estando ao sul do equador, entre o 90º meridiano leste e 160º meridiano leste. Os ciclones tropicais nesta área são monitorados por cinco Centros de Alerta de Ciclone Tropical (TCWC): Jakarta, Port Moresby, Perth, Darwin e Brisbane, cada um dos quais tem o poder de nomear um ciclone tropical. Os TCWC em Perth, Darwin e Brisbane são administrados pelo Bureau of Meteorology, que designa baixos tropicais significativos com um número e o sufixo U. O Joint Typhoon Warning Center também emite avisos não oficiais para a região, designando ciclones tropicais significativos com o sufixo "S" quando se formam a oeste de 135 ° E, e o sufixo "P" quando se formam a leste de 135° E.

## Previsões sazonais
| Previsões TSR Data      | Tempestades tropicais | Ciclone tropicais severos | Chegadas a terra ciclones | ECA                        | Ref         |
| ----------------------- | --------------------- | ------------------------- | ------------------------- | -------------------------- | ----------- |
| Média (1975/76–2009/10) | 10.5                  | 5.5                       | 4.5                       | 79                         | [ 2 ] [ 3 ] |
| 5 maio 2010             | 9.3                   | 4.9                       | 4                         | –                          | [ 2 ]       |
| 6 julho 2010            | 12.5                  | 6.7                       | 5.2                       | –                          | [ 4 ]       |
| 6 setembro 2010         | 15.1                  | 8.1                       | 6.1                       | 108                        | [ 5 ]       |
| 9 novembro 2010         | 15.4                  | 8.3                       | 6.2                       | 111                        | [ 6 ]       |
| 6 dezembro 2010         | 15.5                  | 8.3                       | 6.2                       | 111                        | [ 3 ]       |
| Região                  | Média                 | Chance de Acima média     | Atividade prevista        | Atividade atual            | Ref         |
| Tudo                    | 12                    | 98%                       | 20–22                     | 10                         |             |
| Oeste                   | 7                     | 93%                       | 11–12                     | 6                          |             |
| Norte-Oeste             | 4                     | 67%                       | 5                         | 5                          |             |
| Norte                   | 6                     | 75%                       | 7–8                       | 0                          |             |
| Este                    | 4                     | 87%                       | 6–7                       | 4                          |             |
|                         | Centro de Previsão    | Baixas tropicais          | Ciclones tropicais        | Ciclones tropicais severos | Ref         |
| Atividade atual:        | BoM                   | 28                        | 10                        | 5                          |             |
| Atividade atual:        | JTWC                  | 13                        | 13                        | 5                          |             |

Antes da temporada de ciclones, o Australian Bureau of Meteorology (BoM) , o Instituto Nacional de Pesquisa Hídrica e Atmosférica da Nova Zelândia (NIWA) e vários outros serviços meteorológicos do Pacífico, todos contribuíram para a previsão de ciclone tropical da Atualização do Clima da Ilha, divulgada em 20 de outubro10. A perspectiva levou em consideração as condições moderadamente fortes de La Niña que foram observadas no Pacífico e estações análogas que tiveram as condições de La Niña ocorrendo durante a temporada. A perspectiva previa que um número normal ou acima da média de ciclones tropicais ocorrendo durante a temporada, com nove a doze chamados ciclones tropicais, ocorressem entre 135 ° E e 120 ° W em comparação com uma média de nove. Esperava-se que pelo menos três dos ciclones tropicais se tornassem ciclones tropicais severos de categoria 3, enquanto que um deveria se tornar um ciclone tropical severo de categoria 4. Além de contribuir para as perspectivas do Island Climate Update, o BoM emitiu sete previsões sazonais durante outubro de 2010, para a região australiana e o Pacífico Sul, com cada previsão cobrindo todo o ano do ciclone tropical. Cada previsão emitida levou em consideração as condições do La Niña que se desenvolveram na região e que deveriam persistir durante a temporada.
Para a região australiana como um todo, foi previsto que a temporada poderia ser a mais ativa desde 1983–84 e que entre 20–22 ciclones tropicais se desenvolveriam ou se moveriam para a bacia em comparação com uma média de 12 ciclones. Para a região Oeste entre 90 ° E e 125 ° E, o BoM previu que a área veria entre 11 e 12 ciclones tropicais em comparação com a média de 7, também foi notado que a região tinha 93% de chance de um acima da média temporada de ciclones. Para a sub-região Noroeste entre 105 ° E e 130 ° E, previu-se que a atividade estaria acima da média, com 5 ciclones tropicais e uma chance de 67% de atividade de ciclones tropicais acima da média. O TCWC Perth também observou que havia uma probabilidade de dois ciclones tropicais e uma probabilidade significativa de pelo menos um ciclone tropical severo impactar a Austrália Ocidental. Também foi observado que havia uma chance maior de um ciclone no início da temporada e um sistema impactar a Austrália Ocidental antes do Natal de 2010. Foi previsto que o Território do Norte entre 125 ° E e 142,5 ° E tinha 75% de chance de uma temporada acima da média, e que o primeiro ciclone da temporada sobre o Território e o início das monções seriam esperados antes do normal. A região oriental entre 142,5 ° E e 160 ° E teve 87% de chance de uma temporada acima da média, com 7-8 ciclones tropicais previstos para a região em comparação com uma média de 6. O BoM também emitiu previsões para a região do Pacífico Sul Ocidental, entre 142,5 ° E e 165 ° E e a região do Pacífico Sul Oriental entre 165 ° E e 120 ° W. Foi previsto que o Pacífico Sul Ocidental teria 79% de chance de ter uma temporada acima da média com 7-8 ciclones tropicais ocorrendo na região, em comparação com uma média de 5 ciclones tropicais. Previu-se que a região do Pacífico Sul Oriental tinha 33% de chance de ter uma temporada acima da média e 5-6 ciclones tropicais em comparação com uma média de 7 ciclones tropicais.
O Centro de Impacto Climático da Ásia-Pacífico Guy Carpenter (GCACIC) da City University de Hong Kong e o Tropical Storm Risk Consortium (TSR) da University College London também divulgaram previsões sazonais para a região.

## Sistemas

### Baixa tropical Anggrek
Em 28 de outubro, TCWC Jakarta relatou que Tropical Low 01U havia se desenvolvido para o sudoeste de Sumatra, na Indonésia. Ao longo dos dias seguintes, o centro de circulação de baixo nível do sistema desenvolveu-se gradualmente à medida que a baixa se deslocava para o oeste. No dia 30 de outubro, o JTWC passou a emitir pareceres sobre o sistema, designando-o como Ciclone Tropical 02S. No dia seguinte, TCWC Jakarta relatou que a baixa se intensificou em um ciclone tropical de categoria 1 na escala australiana, chamando-o de "Anggrek". Mais tarde naquele dia, conforme o sistema se movia em direção ao sudeste, ele entrou na área de responsabilidade do TCWC Perth enquanto se intensificava em um ciclone tropical de categoria 2. Anggrek passou para o leste das Ilhas Cocos (Keeling) no início de 2 de novembro, com o sistema iniciando uma tendência de enfraquecimento logo depois. Em 4 de novembro, o TCWC Perth emitiu o comunicado final sobre o sistema conforme Anggrek enfraquecia para uma baixa tropical. No dia seguinte, os remanescentes de Anggrek entraram no sudoeste do Oceano Índico como um centro de circulação sem convecção.

Em todas as ilhas Cocos (Keeling), fortes chuvas e rajadas de vento foram sentidas durante a passagem do ciclone Anggrek. Apenas pequenos danos foram relatados, com várias árvores e linhas de energia derrubadas. Nenhuma morte foi relatada nas ilhas. Na análise pós-tempestade, o TCWC Perth desclassificou Anggrek como um ciclone tropical, uma vez que os ventos fortes nunca se estenderam mais do que a metade do caminho ao redor do centro do sistema.

### Ciclone tropical Abele
No início do dia 3 de dezembro, o TCWC Perth relatou que o ciclone tropical Abele havia se mudado para a região australiana vindo do sudoeste do Oceano Índico como um ciclone tropical de categoria 2. Ao entrar na região, o sistema estava localizado bem a sudoeste das Ilhas Cocos (Keeling), com o JTWC relatando que o sistema era equivalente a um furacão de categoria 1 com velocidade de vento sustentada de 1 minuto de 120 km/h (75 mph). No dia seguinte, a Abele enfraqueceu ainda mais devido às temperaturas mais frias da superfície do mar e ao aumento do cisalhamento do vento vertical, antes de ser notado pela última vez pelo JTWC e TCWC Perth durante 4 de dezembro.

### Baixa tropical 03U
Em 15 de dezembro, uma baixa de monção desenvolveu-se cerca de 500 km a noroeste de Exmouth, Western Australia. O sistema derivou lentamente para sudeste. Ventos fortes e fortes chuvas atingiram áreas distantes do centro do sistema que cruzou a costa perto de Coral Bay em 18 de dezembro. No entanto, logo após o landfall, o sistema virou bruscamente para o sudoeste e atingiu o Oceano Índico a oeste de Carnarvon em 19 de dezembro. Afastou-se da costa e dissipou-se no final de 20 de dezembro cerca de 500 km a oeste de Geraldton.
Na bacia hidrográfica do rio Gascoyne, fortes precipitações caíram de 16 a 19 de dezembro e desencadearam uma das piores enchentes ao longo da história do rio Gascoyne. A chuva também afetou outras bacias hidrográficas da área, como os rios Wooramel, Murchison, Lyndon-Minilya e Ashburton. Para o período de 16 a 20 de dezembro, algumas estações reportaram até 300 precipitação acumulada em mm que é equivalente à quantidade normal de precipitação anual. A maior precipitação em 24 horas foi relatada no aeroporto de Carnarvon em 17 de dezembro. Durante aquele dia 207,8 mm caiu, que estabeleceu um recorde de todos os tempos desde que a gravação começou em 1883 com o recorde anterior de 119,4 mm definido em 24 de março de 1923.

### Ciclone tropical Tasha
No final de dezembro, uma área de baixa pressão foi rastreada por vários dias movendo-se para o oeste em direção a Queensland. No início do dia de Natal ( hora local ), ele se fortaleceu rapidamente e foi denominado ciclone tropical Tasha quando tinha 95 km (59 mi) leste a nordeste de Cairns. O ciclone cruzou a costa entre Cairns e Innisfail por volta das 5h30 da manhã, com rajadas de vento de até 105 km/h (65 mph) registrados ao largo da costa. Precipitação de cerca de 100 mm foi gravado no espaço de uma hora. Os danos das inundações associadas foram estimados em A $ 1 mil milhão.

### Ciclone tropical Vince
À meia-noite de 10 de janeiro, o Bureau of Meteorology (BoM) relatou que uma baixa tropical havia se desenvolvido na costa da Austrália Ocidental. O sistema se intensificou gradativamente e se tornou um ciclone tropical de categoria 1 em 12 de janeiro, recebendo o nome de "Vince". Esperava-se inicialmente que o ciclone atingisse o status de Categoria 2, mas tornou-se menos organizado e perdeu a intensidade do ciclone em 14 de janeiro.

### Ciclone tropical severo Zelia
Em 12 de janeiro, o TCWC Brisbane começou a monitorar o Tropical Low 10U que havia se desenvolvido, sobre o Mar de Coral a nordeste de Townsville em Queensland, Austrália.

### Ciclone tropical Anthony
Durante 22 de janeiro, o TCWC Brisbane relatou que o Tropical Low 11U havia se desenvolvido no noroeste do Mar de Coral a nordeste de Cairns, Austrália. No dia seguinte, a convecção atmosférica se desenvolveu e se organizou sobre a circulação de baixo nível do sistema, à medida que se movia para o sudeste, longe da costa de Queensland, sob a influência de um vale de baixa pressão de nível superior. O JTWC subsequentemente iniciou alertas sobre o sistema no início de 23 de janeiro e designou-o como Ciclone Tropical 09P, antes que o TCWC Brisbane relatasse que o sistema havia se desenvolvido em um ciclone tropical de categoria 1 e o nomeou Anthony. Durante aquele dia, o sistema pode ter se tornado um ciclone tropical de categoria 2, já que imagens de radar e microondas mostraram que Anthony tinha uma circulação bem definida e estava formando uma parede do olho parcial. O sistema posteriormente mudou-se para uma área de maior cisalhamento do vento vertical e enfraqueceu em uma baixa tropical durante 24 de janeiro, à medida que se mudou para a bacia do Pacífico Sul.
O sistema voltou para a região australiana durante 25 de janeiro, mas permaneceu uma baixa tropical nos próximos dias, enquanto se movia para noroeste através do Mar de Coral como um centro de circulação de baixo nível com pouca ou nenhuma convecção associada. Durante 28 de janeiro, o TCWC Brisbane relatou brevemente que Anthony havia se intensificado novamente em um ciclone tropical de categoria 1, depois que o cisalhamento do vento sobre o sistema foi reduzido devido a uma possível interação do Fujiwhara com uma circulação secundária a leste de Anthony e o ciclone tropical severo Wilma. No entanto, mais tarde naquele dia, o sistema mudou e começou a se mover em direção ao noroeste à medida que o sistema secundário se movia para o norte, o que significou que Anthony foi cortado novamente e enfraquecido em uma baixa tropical. O sistema permaneceu uma baixa tropical cisalhada até o final de 29 de janeiro, quando a convecção começou a aumentar e se organizar como resultado do enfraquecimento do cisalhamento do vento atmosférico superior. Durante o dia seguinte, enquanto Anthony se movia em direção ao sudoeste e à costa de Queensland, o JTWC reiniciou os avisos sobre o sistema, antes de relatar que havia atingido o pico com velocidades de vento sustentadas de 1 minuto de 100 km/h (62 mph). O TCWC Brisbane também relatou que o sistema se intensificou novamente para um ciclone tropical de categoria 1 durante aquele dia, antes de relatar que havia se tornado um ciclone tropical de categoria 2 com velocidades de vento sustentadas de pico de 10 minutos de 100 km/h (62 mph). O sistema subsequentemente atingiu a costa leste de Queensland perto de Bowen e enfraqueceu rapidamente.
Antes do desembarque de Anthony na costa leste de Queensland, alertas e alertas de ciclones tropicais foram emitidos para a região entre Innisfail, St Lawrence e Charters Towers. Townsville e Mackay foram declaradas preventivamente como áreas de desastre para ajudar na resposta de recuperação, enquanto os portos de Townsville, Mackay, Hay Point e Abbott Point foram fechados.

### Ciclone tropical severo Bianca
No início de 21 de janeiro, o TCWC Darwin relatou que o Tropical Low 12U havia se desenvolvido no Golfo de Carpentaria. O fortalecimento gradual ocorreu e em 25 de janeiro, o Joint Typhoon Warning Center (JTWC) começou a monitorar o sistema como Ciclone Tropical 10P. Poucas horas depois, TCWC Perth atualizou a baixa em um ciclone tropical de categoria 1, batizando-o de Bianca. Cedo no dia seguinte, TCWC Perth melhorou Bianca para um ciclone tropical de categoria 2. A intensificação continuou e no final do mesmo dia, TCWC Perth atualizou Bianca em um ciclone tropical severo de categoria 3. O sistema continuou a se intensificar e se tornou um ciclone tropical severo de categoria 4 em 28 de janeiro. No mesmo dia, o sistema começou a enfraquecer rapidamente e o TCWC Perth rebaixou Bianca para um ciclone tropical severo de categoria 3.
Chuva e ventos fortes foram sentidos ao longo da costa de Kimberley em 25 de janeiro. No dia 26 de janeiro, Bianca se afastou de Kimberley e as condições climáticas começaram a melhorar. Bianca interrompeu as operações no principal porto de minério de ferro da Austrália e em várias instalações de petróleo. Na Austrália Ocidental, os preparativos estavam em andamento, pois o sistema deveria se aproximar da terra em breve. Assim que Bianca se tornou um ciclone tropical severo de categoria 3, fortes ventos açoitaram Pilbara suspendendo a produção de petróleo e gás e as instalações portuárias. Embora Bianca estivesse se mudando e o nível de risco estivesse diminuindo, as comunidades costeiras entre Onslow e Exmouth permaneceram em alerta vermelho enquanto o sistema se intensificava. No dia 28 de janeiro, de acordo com a mídia, havia uma chance de Bianca começar a enfraquecer, já que se movia mais ao sul para uma zona mais fria e de alta pressão.
O último ciclone a seguir ao sul de Perth foi o ciclone Ned em 1989.
Esperava-se que o ciclone tropical severo Bianca atingisse a região de Mandurah como uma fraca Categoria 1 ou forte baixa tropical no final de 30 de janeiro. Um alerta de ciclone foi emitido para a área entre o norte de Jurien Bay e Albany, incluindo Perth. No entanto, os avisos foram cancelados em 30 de janeiro, quando Bianca se dissipou ao sul da Austrália Ocidental na tarde de 30 de janeiro. A massa de ar ao redor de Bianca foi responsável por dar a Perth e ao sudoeste de WA um gostinho dos trópicos com fortes tempestades, não relacionadas a Bianca, que surgiram em 29 de janeiro causando danos na região de Geraldton. Duas mortes foram atribuídas a fortes tempestades que se formaram ao longo das bandas de chuva externas da tempestade.

### Ciclone tropical severo Yasi
Yasi entrou na região australiana vindo da bacia do Pacífico Sul em 31 de janeiro. Quando Yasi entrou na bacia, os preparativos para a tempestade estavam em andamento. A mídia se referiu à tempestade como "o que poderia ser o pior ciclone do estado da história". Muitos temiam que o ciclone tropical pudesse causar danos mais graves do que o ciclone Larry em 2006 e o ciclone Tracy, que quase destruiu Darwin, em 1974. Milhares de residentes no caminho da tempestade foram instados a evacuar pela Premier Anna Bligh.
Yasi cruzou a costa de Queensland perto de Mission Beach pouco depois da meia-noite ( hora local ) em 3 de fevereiro. Naquela época, o grande núcleo destrutivo ao redor do olho se estendia entre Innisfail e Cardwell, Queensland. Yasi causou pelo menos $ 3,6 mil milhões (2011 USD) em danos, tornando-se o ciclone tropical mais caro registrado na região australiana. Contabilizando a inflação, Yasi foi o segundo ciclone tropical mais caro da história da Austrália, depois do ciclone Tracy. Uma morte ocorreu devido a asfixia em Ingham.

### Baixa tropical 15U
Uma baixa se formou na costa oeste da Austrália em 8 de fevereiro e se espalhou continuamente para oeste e sudoeste pelos próximos dias. Em 11 de fevereiro, o Bureau de Meteorologia identificou o sistema como Tropical Low 15U e começou a monitorar o sistema para posterior desenvolvimento. Mais tarde naquele dia, o JTWC começou a emitir avisos sobre o sistema com o nome 14S. Esperava-se que a tempestade atingisse a intensidade mínima de ciclone de categoria 1 (escala australiana) em 12 de fevereiro, mas o alto cisalhamento, as temperaturas frias do mar e a má organização fizeram com que o sistema permanecesse baixo.

### Ciclone tropical severo Dianne
A baixa tropical 16U desenvolveu-se dentro de um vale de monção durante 14 de fevereiro, cerca de 405 km (252 mi) ao norte de Port Hedland, na Austrália Ocidental. Nos dias seguintes, o sistema permaneceu bem ao largo da costa e foi desviado para oeste-sudoeste por uma crista de alta pressão enquanto se desenvolvia lentamente.
Um alerta de ciclone foi emitido para as comunidades costeiras entre Onslow e Coral Bay. No final de 16 de fevereiro, a baixa se formou no Ciclone Tropical Dianne, enquanto 445 km a noroeste de Exmouth. Dianne se intensificou conforme o esperado e foi atualizado para um ciclone de categoria 2 em 18 de fevereiro, enquanto se movia lentamente em direção ao SSW. Em 19 de fevereiro, o sistema intensificou-se para um ciclone tropical severo de categoria 3. No final de 21 de fevereiro, o sistema perdeu sua força conforme se movia para águas mais frias e foi rebaixado para ciclone tropical de categoria 1, e em 22 de fevereiro foi classificado como uma baixa ex-tropical.

### Ciclone tropical severo Carlos
Em 14 de fevereiro, o Centro de Alerta de Ciclone Tropical (TCWC) em Darwin relatou que uma baixa tropical se formou perto da latitude 13,2S, longitude 130,7E, cerca de 40 km (25 mi) sudoeste de Batchelor. Um alerta de mau tempo foi emitido para o noroeste do distrito de Darwin-Daly e as ilhas Tiwi. A chuva forte atingiu a área em 15 de fevereiro, com relatos de Marrara registrando 179.4 mm (7.06 in) e Aeroporto Internacional de Darwin 131.0 mm (5.16 in) de chuva. Isso foi seguido mais tarde por 339.6 mm (13.37 in) de chuva em apenas 24 horas, que é a maior precipitação de 24 horas para a cidade já registrada.
Em 16 de fevereiro, o lento sistema se fortaleceu no Ciclone Tropical Carlos, causando inundações localizadas e danos a residências, com árvores caídas. Escolas em Darwin, Aeroporto Internacional de Darwin e East Arm Wharf foram fechadas. Depois de contornar a área de Darwin durante a noite e voltar por terra, o sistema enfraqueceu em 17 de fevereiro e o BOM o rebaixou para um nível tropical baixo. Um total recorde de três dias de 684.8 mm (26.96 in) chuva foi registrada no Aeroporto Internacional de Darwin devido à persistência do sistema.
O sistema moveu-se lentamente para sudoeste em 18 de fevereiro, movendo-se em direção ao Território do Norte / fronteira da Austrália Ocidental com a possibilidade de ser reforçado. A comunidade de Daly River recebeu 442 mm (17.4 in) de chuva. Em 19 de fevereiro, o sistema passou para a região norte de Kimberley. O total da precipitação não foi tão grande como nos dias anteriores. Wyndham gravou 90 mm (3.5 in) enquanto Kalumburu registrou 80 mm (3.1 in) de chuva.
Nas primeiras horas de 21 de fevereiro, o sistema voltou às águas abertas do Oceano Índico, fazendo com que se desenvolvesse novamente em um ciclone. O sistema foi localizado 75 km (47 mi) noroeste de Broome. O ciclone continuou a seguir para sudoeste em um ritmo relativamente rápido e produziu uma linha de tempestade que gerou quatro tornados na cidade mineira de Karratha que danificou 38 casas, bem como vários carros, edifícios e uma escola. Ele também se fortaleceu continuamente para se tornar um ciclone de categoria 2.
Em 22 de fevereiro, o sistema moveu-se paralelamente à costa de Pilbara. Ilha Varanus registrou 59 mm (2.3 in) de chuva e a maior rajada de vento registrada na área foi de 120 km/h (75 mph) em Bedout Island. O sistema tornou-se mais organizado e em 23 de fevereiro a quantidade recorde de chuva de 283 mm (11.1 in) foi gravada em Barrow Island. As rajadas mais fortes de 139 km/h (86 mph) registrados na Ilha de Varanus. O ciclone cruzou o Cabo Noroeste e atingiu Onslow e Exmouth com ventos fortes de até 155 km/h (96 mph) e chuva.
À medida que Carlos se afastava da costa ocidental da Austrália em 24 de fevereiro, ela se fortalecia e se transformava em um ciclone tropical severo. Carlos também gerou um mini tornado em Ellenbrook, Perth, Austrália Ocidental em 28 de fevereiro.

### Baixa tropical 18U
Em 25 de fevereiro, o Centro de Alerta de Ciclone Tropical (TCWC) em Perth informou que uma baixa tropical se formou estimada em 75 km (47 mi) noroeste de Kalumburu e 445 km (277 mi) nordeste de Derby e movendo-se lentamente para sudoeste paralelo à costa norte de Kimberly. Nas primeiras horas de 28 de fevereiro, a baixa tropical deslocou-se para o interior a partir de King Sound. Chuvas fortes foram relatadas na Península de Dampier a leste e sudeste de Port Hedland, incluindo Telfer e partes da bacia hidrográfica de De Gray. Derby registrou 83 mm (3.3 in) de chuva enquanto Camballin recebeu 142 mm (5.6 in) e a comunidade aborígene de Looma tinha 105 mm (4.1 in). A baixa tropical continuou se movendo por terra e o BOM emitiu seu parecer final em 28 de fevereiro.

### Baixa tropical 23U (Cherono)
Em 10 de março, o TCWC Perth relatou que o Tropical Low 23U havia desenvolvido dentro da área de responsabilidade do TCWC Jakarta cerca de 1,640 km (1,020 mi) a leste de Jacarta, Indonésia. Nos dias seguintes, a baixa continuou se movendo lentamente. Em 13 de março, a baixa mudou brevemente para a área de responsabilidade do TCWC Perth, antes de cruzar 90 ° E e sair da região australiana para o sudoeste do Oceano Índico. Posteriormente, evoluiu para a tempestade tropical Cherono.

### Baixa tropical 25U
Em 26 de março, o TCWC Darwin relatou que o Tropical Low 25U havia se desenvolvido no oeste do Mar de Arafura, ao norte das Ilhas Tiwi. Ao longo dos próximos dias, o sistema moveu-se lentamente ao redor do Mar de Arafura, antes que o TCWC Darwin iniciasse os alertas durante o dia 30 de março enquanto a convecção atmosférica ao redor do sistema se organizava ainda mais.

### Ciclone tropical Errol
Durante o dia 12 de abril, o Bureau Australiano de Meteorologia informou que o Tropical Low 29U havia se desenvolvido sobre o Mar de Timor a sul de Timor-Leste. Ao longo dos próximos dias, o sistema moveu-se para o sul em direção ao estado australiano de Kimberly e se intensificou gradualmente antes de ser declarado um ciclone tropical de categoria 1 e denominado Errol pelo BoM no início de 15 de abril.

### Outros sistemas
Durante 15 de dezembro, Tropical Low 04U foi localizado ao nordeste de Nhulunbuy, embora TCWC Darwin não mencionou sua baixa em seu próximo boletim. Em 30 de dezembro, o TCWC Perth começou a emitir avisos sobre Tropical Low 06U que havia se desenvolvido no interior do Top End da Austrália Ocidental. Em 1º de janeiro, quando o 06U emergiu sobre as águas do Oceano Índico, previa-se que ele se intensificaria em um ciclone tropical, embora o cisalhamento tenha causado o desenvolvimento da baixa. TCWC Perth emitiu seu comunicado final no dia seguinte quando 06U enfraqueceu para uma área de baixa pressão. Em 31 de janeiro, o Tropical Low 13U se desenvolveu bem no Oceano Índico. Tropical Low 19U desenvolvido no sul do Golfo de Carpentaria em 26 de fevereiro, monitorado pelo TCWC Darwin. 19U foi observado pela última vez em 1 de março, pois estava perto do Território do Norte e da fronteira de Queensland com uma pressão de 1000 hPa. Durante 5 de março, Tropical Low 20U desenvolveu brevemente cerca de 120 mi (200 km) oeste de Lockhart River, Queensland.
Em 7 de março, o BoM relatou que Tropical Low 21U havia se desenvolvido no Mar de Coral, cerca de 1,000 km (620 mi) a noroeste de Yeppoon, Queensland, Austrália. Durante aquele dia, a baixa seguiu para o leste e gradualmente se intensificou. Em 8 de março, continuou para o leste. Mais tarde naquele dia, a baixa saiu da região australiana, entrou no Pacífico Sul e recebeu a nova designação 12F. Tropical Low 22U desenvolveu-se brevemente durante 11 de março sobre Kimberley associado ao vale das monções. Tropical Low 26U, localizado ao norte da costa de Pilbara e Tropical Low 27U, sobre a mediana leste de 90 °, desenvolvido em 30 de março. Ambas as baixas não se intensificaram ainda mais e se dissiparam enquanto mencionadas pela última vez nos boletins do TCWC Perth durante 3 de abril, embora 27U tenham se movido para a bacia do Sudoeste do Oceano Índico e o MFR tenha dado a designação de 08R. Em 14 de abril, o Tropical Low 28U desenvolveu-se no noroeste da Nova Caledônia até cruzar a bacia para o Pacífico Sul no dia seguinte.

## Efeitos sazonais
| Nome                | Datas ativo               | Classificação máxima                | Velocidade de vento sustentados | Pressão                | Áreas afetadas                                      | Danos (USD)    | Fatalidades | Refs          |
| ------------------- | ------------------------- | ----------------------------------- | ------------------------------- | ---------------------- | --------------------------------------------------- | -------------- | ----------- | ------------- |
| Anggrek             | 28 outubro — 4 novembro   | Baixa tropical                      | 75 km/h (45 mph)                | 995 hPa (29.4 inHg)    | Ilhas Cocos (Keeling)                               | Nenhum         | Nenhum      | [ 16 ] [ 19 ] |
| Abele               | 3 — 4 dezembro            | Ciclone tropical categoria 2        | 95 km/h (60 mph)                | 987 hPa (29.15 inHg)   | Nenhum                                              | Nenhum         | Nenhum      | [ 20 ]        |
| 03U                 | 15 dezembro — 20 dezembro | Baixa tropical                      | 65 km/h (40 mph)                | 989 hPa (29.21 inHg)   | Austrália Ocidental                                 | $77 000 000    | Nenhum      |               |
| 04U                 | 22–24 dezembro            | Baixa tropical                      | Não definido                    | Não definido           | Nenhum                                              | Nenhum         | Nenhum      |               |
| Tasha               | 20 — 25 dezembro          | Ciclone tropical categoria 1        | 75 km/h (45 mph)                | 993 hPa (29.32 inHg)   | Queensland                                          | Desconhecido   | 1           | [ nb 2 ]      |
| 06U                 | 30 dezembro — 2 janeiro   | Baixa tropical                      | 55 km/h (35 mph)                | 993 hPa (29.32 inHg)   | Território do Norte, Austrália Ocidental            | Nenhum         | Nenhum      |               |
| 07U                 | 30 dezembro – 2 janeiro   | Baixa tropical                      | Não definido                    | Não definido           | Nenhum                                              | Nenhum         | Nenhum      |               |
| 08U                 | 31 dezembro – 2 janeiro   | Baixa tropical                      | Não definido                    | Não definido           | Nenhum                                              | Nenhum         | Nenhum      |               |
| Vince               | 10 — 15 janeiro           | Ciclone tropical categoria 1        | 75 km/h (45 mph)                | 986 hPa (29.12 inHg)   | Nenhum                                              | Nenhum         | Nenhum      |               |
| Zelia               | 13–16 janeiro             | Ciclone tropical severo categoria 4 | 185 km/h (115 mph)              | 943 hPa (27.85 inHg)   | Nenhum                                              | Nenhum         | Nenhum      |               |
| Anthony             | 21 — 30 janeiro           | Ciclone tropical categoria 2        | 95 km/h (60 mph)                | 989 hPa (29.21 inHg)   | Queensland                                          | Menor          | Nenhum      | [ 19 ]        |
| Bianca              | 21 — 30 janeiro           | Ciclone tropical severo categoria 4 | 175 km/h (110 mph)              | 949 hPa (28.02 inHg)   | Território do Norte, Austrália Ocidental            | Desconhecido   | 2           |               |
| 13U                 | 31 janeiro                | Baixa tropical                      | Não definido                    | Não definido           | Nenhum                                              | Nenhum         | Nenhum      |               |
| Yasi                | 31 janeiro - 3 fevereiro  | Ciclone tropical severo categoria 5 | 205 km/h (125 mph)              | 929 hPa (27.43 inHg)   | Ilhas Salomão, Austrália                            | $2 690 000 000 | 1           |               |
| 15U                 | 8–13 fevereiro            | Baixa tropical                      | 55 km/h (35 mph)                | 1,000 hPa (29.53 inHg) | Nenhum                                              | Nenhum         | Nenhum      |               |
| Dianne              | 11–22 fevereiro           | Ciclone tropical severo categoria 3 | 140 km/h (85 mph)               | 960 hPa (28.35 inHg)   | Austrália Ocidental                                 | Menor          | Nenhum      |               |
| Carlos              | 12–27 fevereiro           | Ciclone tropical severo categoria 3 | 120 km/h (75 mph)               | 969 hPa (28.61 inHg)   | Território do Norte, Austrália Ocidental            | $12 300 000    | Nenhum      |               |
| 18U                 | 23–28 fevereiro           | Baixa tropical                      | 55 km/h (35 mph)                | 992 hPa (29.29 inHg)   | Nenhum                                              | Nenhum         | Nenhum      |               |
| 19U                 | 26 fevereiro – 1 março    | Baixa tropical                      | Não definido                    | 1,000 hPa (30 inHg)    | Território do Norte                                 | Nenhum         | Nenhum      |               |
| 20U                 | 5 março                   | Baixa tropical                      | Não definido                    | Não definido           | Nenhum                                              | Nenhum         | Nenhum      |               |
| 21U                 | 7–8 março                 | Baixa tropical                      | 45 km/h (30 mph)                | 1,004 hPa (29.65 inHg) | Nenhum                                              | Nenhum         | Nenhum      |               |
| 22U                 | 10–15 março               | Baixa tropical                      | Não definido                    | Não definido           | Nenhum                                              | Nenhum         | Nenhum      |               |
| 23U                 | 10–14 março               | Baixa tropical                      | Não definido                    | Não definido           | Nenhum                                              | Nenhum         | Nenhum      |               |
| 25U                 | 26 março – 6 abril        | Baixa tropical                      | 55 km/h (35 mph)                | 994 hPa (29.35 inHg)   | Nenhum                                              | Nenhum         | Nenhum      |               |
| 26U                 | 30 março – 1 abril        | Baixa tropical                      | Não definido                    | 1,006 hPa (29.71 inHg) | Nenhum                                              | Nenhum         | Nenhum      |               |
| 27U                 | 30 março – 1 abril        | Baixa tropical                      | Não definido                    | 1,006 hPa (29.71 inHg) | Nenhum                                              | Nenhum         | Nenhum      |               |
| 28U                 | 14–15 abril               | Baixa tropical                      | Não definido                    | Não definido           | Nenhum                                              | Nenhum         | Nenhum      |               |
| Errol               | 14–20 abril               | Ciclone tropical categoria 2        | 100 km/h (60 mph)               | 986 hPa (29.12 inHg)   | Indonésia, Austrália Ocidental, Território do Norte | Nenhum         | Nenhum      |               |
| Totais da temporada |                           |                                     |                                 |                        |                                                     |                |             |               |
| 28 sistemas         | 28 outubro – 20 abril     |                                     | 205 km/h (125 mph)              | 929 hPa (27.4 inHg)    |                                                     | $2 780 000 000 | 4           |               |